# Subotička peščara

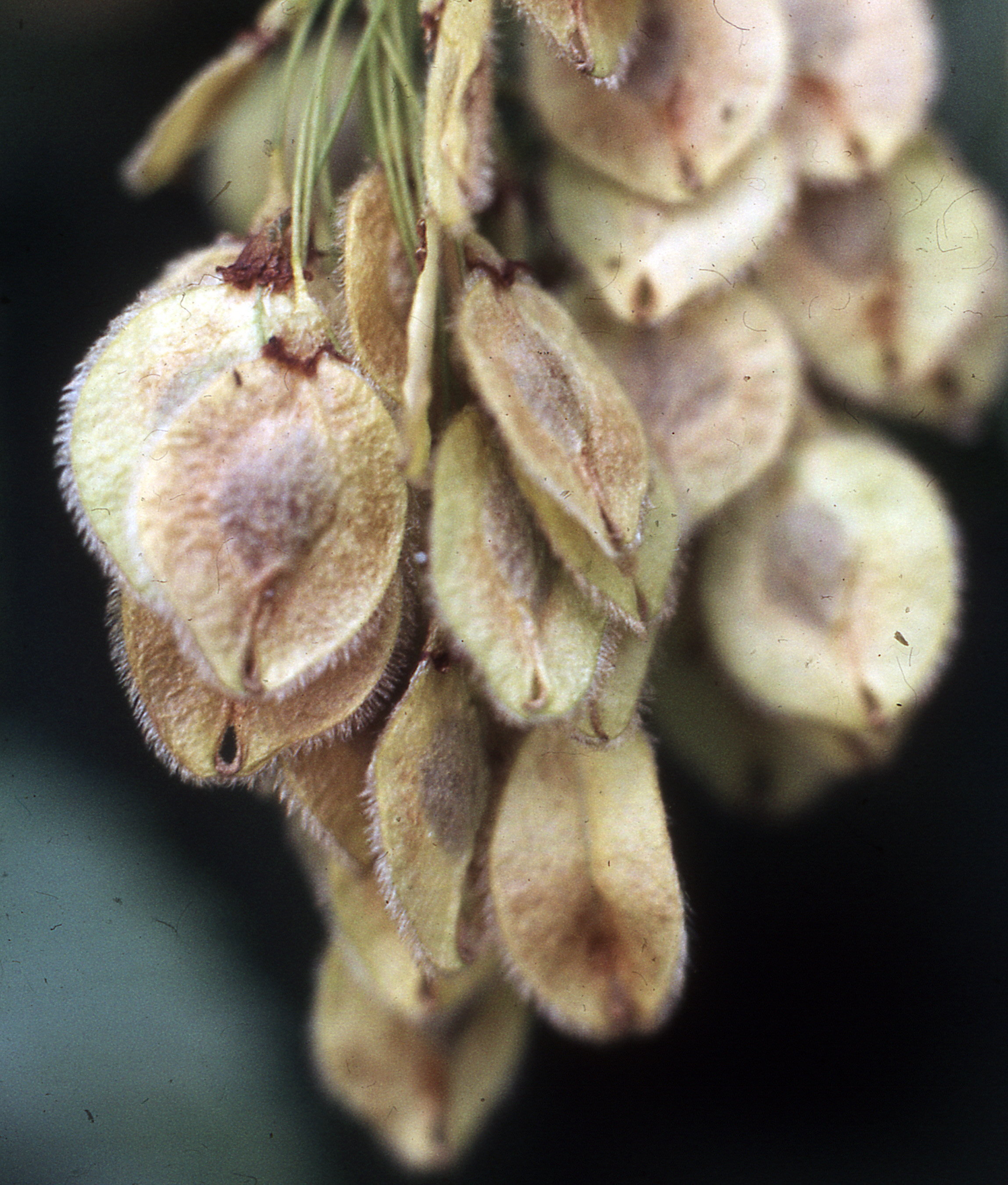
Plody jilmu ze Subotické peščary

Subotička peščara (v srbské cyrilici Суботичка пешчара), někdy také jako Subotičko-horgoška peščara (v srbské cyrilici Суботичко-хоргошка пешчара) je chráněná krajinná oblast[zdroj?] (srbsky Предео изузетних одлика/Predeo izuzetnih odlika), nacházející se na samém severu Srbska v blízkosti města Subotica, u hranice s Maďarskem. Rozloha parku činí 53,70 km2.
Park ohraničují z jihu obce Kelebija, Subotica, Palić, Hajdukovo a Bački Vinogradi, ze severu pak státní hranice s Maďarskem. Skrz park prochází železniční trať z Budapešti do Subotice. 
Chráněná oblast má charakter lesostepi; je jednou z mála ukázek, které dokládají, jak vypadala Panonská nížina před příchodem člověka a před rozvojem intenzivního zemědělství. Dnes smíšená lesostep měla dříve charakter víceméně pouště (podobně jako je tomu například v oblasti Deliblata, kde se nachází mnohem větší poušť), nicméně z důvodů častého vátí písků všemi směry bylo nakonec rozhodnuto v 18. století o jejím zalesnění. 
V oblasti parku je možné se setkat s faunou i flórou typickou pro pouště, stepi, ale také i močály (nivy v blízkosti hraniční řeky Kireš). Typickým chráněným druhem, který se zde vyskytuje, je z rostlin především ocún jesenní nebo světlice barvířská. Z živočichů potom ještěrka travní, želva bahenní, slepec malý, nebo mandelík hajní. Zaznamenáno zde bylo celkem 170 druhů ptáků.